# NGC 5319
NGC 5319 (другие обозначения — KUG 1348+340, PGC 84061) — галактика в созвездии Гончие Псы.
Этот объект входит в число перечисленных в оригинальной редакции «Нового общего каталога».